# Brandon D. Parker

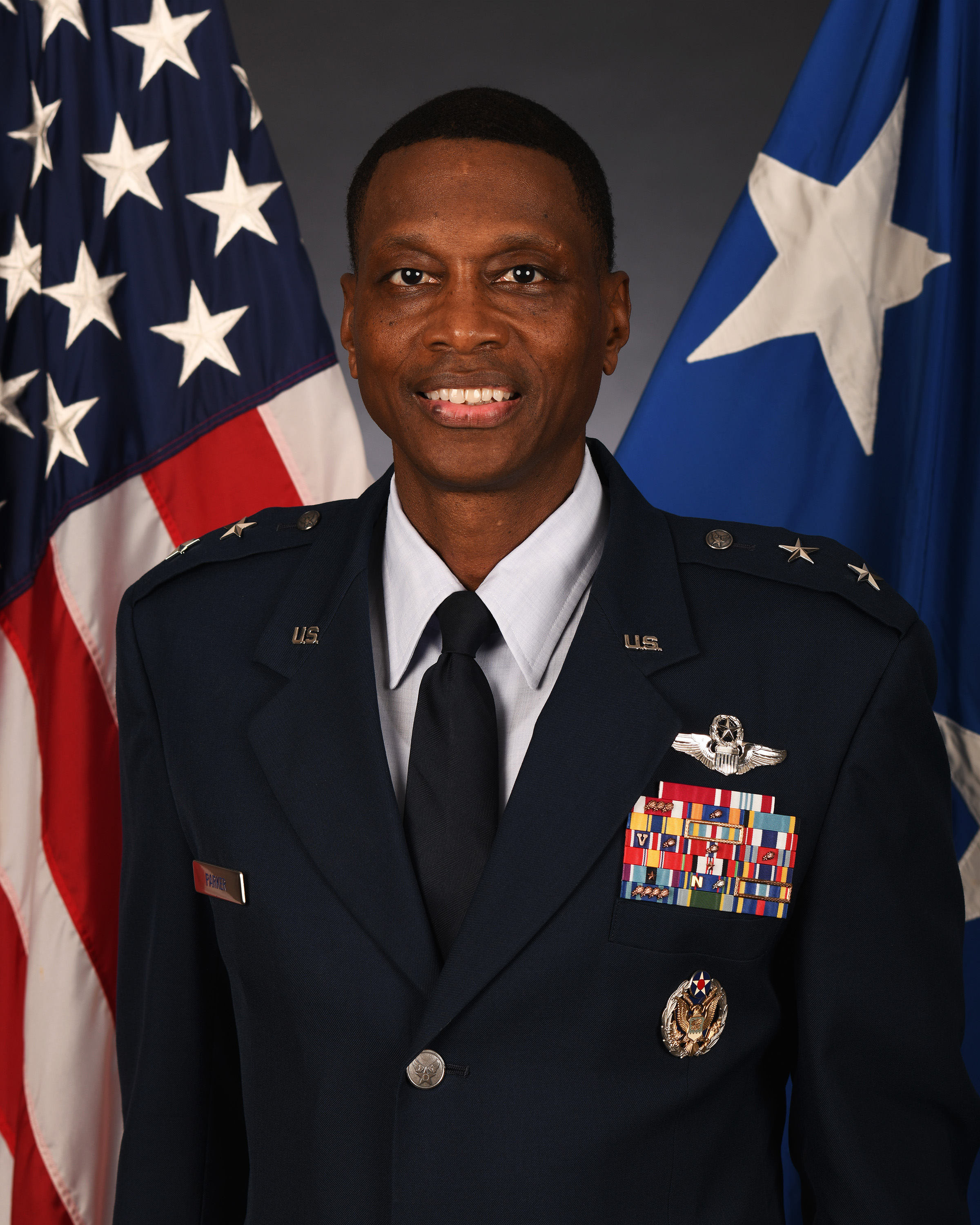
Brandon D. Parker (2024)

Brandon D. Parker (* um 1974) ist ein Generalmajor der United States Air Force. Er war unter anderem Kommandeur der 13. Expeditionsluftflotte.
Im Jahr 1996 absolvierte er die United States Air Force Academy in Colorado Springs. Nach seiner Graduation wurde er als Leutnant in das Offizierskorps der Air Force aufgenommen. In der Folge durchlief er alle Offiziersgrade vom Leutnant bis zum Zwei-Sterne-General.
Im Lauf seiner militärischen Karriere absolvierte er verschiedene Kurse und Schulungen. Dazu gehörten unter anderem eine Ausbildung zum Kampfpiloten und weitere Fortbildungskurse als Pilot neuer Flugzeugtypen; die Squadron Officer School auf der Maxwell Air Force Base in Alabama; die Air Force Weapons School auf der Nellis Air Force Base in Nevada; die Embry-Riddle Aeronautical University in Daytona Beach in Florida; das Air Command and Staff College, ebenfalls auf der Maxwell AFB; die School of Advanced Air and Space Studies an der Air University; das Joint Forces Staff College in Norfolk; das Air War College und den Combined Joint Force Land Component Course beim United States Army War College in Carlisle in Pennsylvania. Außerdem erhielt er einen akademischen Grad von der Harvard Kennedy School.
In seinen frühen Jahren als Offizier der Luftwaffe war er auf verschiedenen Stützpunkten in den Vereinigten Staaten stationiert. Dabei war er als Pilot, Flugausbilder, Waffenoffizier oder Stabsoffizier bei unterschiedlichen Einheiten tätig. Dazwischen absolvierte er die erwähnten Schulungen. Er war zur Unterstützung der Operation Enduring Freedom, des Irakkriegs und der Operation Inherent Resolve eingesetzt.
Zwischen Juli 2015 und Juli 2017 war Parker als Oberst stellvertretender Kommandeur des 2. Bombergeschwaders (2nd Bomb Wing), das auf der Barksdale Air Force Base in Louisiana stationiert war. Daran schloss sich eine Versetzung zur Dyess Air Force Base in Texas an. Dort kommandierte er zwischen August 2017 und Juni 2019 das 7. Bombergeschwader (7th Bomb Wing). Danach war er bis zum April 2021 Stabsoffizier (Director, Air Force Colonels Management Office) im Pentagon.
Sein nächster Auftrag führte ihn in den Irak. Zwischen Mai 2021 und Juni 2022 war er dort Stabschef der Combined Joint Task Force, die im Rahmen der Operation Inherent Resolve eingesetzt war. Es folgte eine Versetzung zur Joint Base Pearl Harbor-Hickam auf Hawaii. Dort war er zwischen Juli 2022 und Januar 2024 Stabschef der Pacific Air Forces. Danach übernahm er das Amt des Director of Air and Cyberspace Operations, ebenfalls bei den Pacific Air Forces. Diesen Posten bekleidete er bis zum Juni 2024. Gleichzeitig kommandierte er dort die 13. Expeditionsluftwaffe. Es folgte eine Versetzung zur Offutt Air Force Base in Nebraska. Seit Juli 2024 leitet er dort die Stabsabteilung für globale Operationen (Director of Global Operations) beim United States Strategic Command. Diese Aufgabe hat er bis heute (Januar 2025) inne.
Während seiner aktiven Zeit als Militärpilot absolvierte er über 3000 Flugstunden auf verschiedenen Flugzeugtypen.

## Daten der Beförderungen
| Abzeichen | Rang               | Jahr             |
| --------- | ------------------ | ---------------- |
|           | Second Lieutenant  | 1. Mai 1996      |
|           | First Lieutenant   | 1. Mai 1998      |
|           | Captain            | 1. Mai 2000      |
|           | Major              | 1. Mai 2006      |
|           | Lieutenant Colonel | 1. Dezember 2010 |
|           | Colonel            | 1. Juli 2015     |
|           | Brigadier General  | 1. Mai 2021      |
|           | Major General      | 5. Dezember 2023 |

## Orden und Auszeichnungen
Brandon Parker erhielt im Lauf seiner militärischen Laufbahn unter anderem folgende Auszeichnungen:
- Defense Superior Service Medal
- Legion of Merit
- Defense Meritorious Service Medal
- Meritorious Service Medal
- Air Medal
- Aerial Achievement Medal